# Colestasis del embarazo
La colestasis del embarazo o colestasia del embarazo, también conocida como colestasis obstétrica, colestasia obstétrica, colestasis intrahepática del embarazo o colestasia intrahepática del embarazo (CIE), es un trastorno fisiológico que generalmente se presenta durante el último trimestre del embarazo, y provoca comezón intensa, especialmente en las manos y los pies. En raras ocasiones, los síntomas pueden aparecer antes del tercer trimestre. El trastorno no afecta severamente la salud de la madre a largo plazo, pero puede causar complicaciones graves para el feto.
La colestasis es cuando la excreción de la bilis (del hígado) se interrumpe. Esta puede presentarse de dos maneras:
1. colestasis extrahepática, es decir que la interrupción se produce fuera del hígado.
2. colestasis intrahepática, cuando ocurre en el interior del hígado.

## Epidemiología
A nivel mundial la colestasis se presenta en alrededor del 1% de los embarazos, sin embargo tiene variaciones importantes entre los países. En Europa, los países escandinavos como Suecia tienen una incidencia algo más alta, con hasta un 2% de los embarazos.
La incidencia más alta se detectó en Chile y Bolivia en la década de los 70, cuando hasta 14% de los embarazos tenía esta afección, particularmente entre las personas del pueblo mapuche, que tenían hasta 27%. Actualmente en estos países la incidencia se encuentra en torno al 2%.

## Signos y síntomas de la colestasis del embarazo
Este trastorno se manifiesta con prurito, sin lesiones dermatológicas, y habitualmente con las siguientes características:
- Muy intenso, especialmente en las palmas de las manos y plantas de los pies.
- Aumenta en intensidad en las tardes
- No responde al tratamiento habitual (antihistamínicos)

Signos y síntomas menos habituales incluyen:
- Orina de color oscuro.
- Deposiciones de color claro.
- Ictericia – blanco de los ojos, la piel y la lengua puede tomar un color amarillento / matiz anaranjado.
- Náusea
- Malestar general
- Irritabilidad

## Factores de riesgo
Los siguientes factores pueden aumentar el riesgo de una mujer de desarrollar la colestasis del embarazo:
- Tener un pariente cercano que tuvo colestasis del embarazo.

- Haber tenido colestasis del embarazo en un embarazo anterior (hasta 70% de recurrencia)

- Embarazo múltiple (mellizos, trillizos, etc.)

- Historia de daño hepático

## Causas
Las causas de esta enfermedad no se conocen completamente. Se cree que contribuyen factores genéticos, hormonales y ambientales.

### Factores genéticos
El hecho de que existan familias con mayor predisposición a presentar esta afección, así como variaciones étnicas y geográficas en su incidencia, apoyan la existencia de un componente genético. Mutaciones en el gen de la proteína de transporte de membrana hepatocelular ABCB4 (MDR3) se han encontrado hasta en un 15% de los embarazos con colestasis.

### Factores hormonales
También existe evidencia de un rol de las hormonas en el desarrollo de colestasis del embarazo, particularmente los estrógenos. Ocurre más comúnmente en el tercer trimestre, cuando los niveles hormonales son más altos. También se le ha asociado a embarazos múltiples (gemelares, triples), donde los niveles de hormonas son también más elevados.
Se ha visto así mismo una relación de la progesterona con el desarrollo de CIE. Mujeres que han sido tratadas con progesterona durante el embarazo aumentan su riesgo de desarrollar esta afección, así como existen cambios en los niveles de metabolitos de progesterona en la sangre de mujeres con colestasia.

### Factores ambientales
Una serie de hechos sugiere que, además de los factores genéticos y hormonales, también existen factores ambientales que modulan la CIE, como por ejemplo que se presenta más habitualmente en invierno que en verano, o que la prevalencia ha disminuido notablemente en países como Chile, en conjunto con la mejora de las condiciones de alimentación de la población.
Se sospecha que los bajos niveles de selenio podrían tener un rol en la colestasia.

## Diagnóstico
El diagnóstico se basa en la presencia de la picazón característica, alteración de exámenes de sangre como elevación de transaminasas y de ácidos biliares, y la ausencia de un diagnóstico alternativo que cause el prurito o la ictericia.
Además puede ser necesario descartar diagnósticos alternativos, como enfermedades dermatológicas comunes o dermatosis propias del embarazo, la preeclampsia, síndrome HELLP, o el hígado graso agudo del embarazo; así como también otras causas de hepatitis, como virus, fármacos, cirrosis biliar primaria o colangitis esclerosante primaria.

## Tratamiento
El tratamiento habitual de esta patología, es el ácido ursodesoxicólico. Su principal efecto es la reducción de la picazón, aunque podría tener efectos en provocar el parto prematuro y aumentar el peso de nacimiento.
Para reducir el riesgo fetal, habitualmente se induce el parto entre la semana 37 y la 38 de edad gestacional.

## Complicaciones
Para la madre no existen mayores complicaciones, ya que tanto los síntomas como los exámenes de laboratorio vuelven a la normalidad pronto después del parto, sin embargo se asocia con una serie de complicaciones para el feto, incluyendo:
- Parto prematuro
- Tinción del líquido amniótico con meconio
- Aumento de la mortalidad perinatal

Sin tratamiento, la mortalidad para el feto puede llegar hasta entre un 11% y un 20%, aunque las causas de este aumento de mortalidad no se encuentran completamente esclarecidas.

## Recursos
- ICP Care